# ياسر الرواشدة
ياسر الرواشدة (21 أبريل 1990 في الأردن - ) هو لاعب كرة قدم أردني في مركز الدفاع. شارك مع منتخب الأردن تحت 20 سنة لكرة القدم ومنتخب الأردن تحت 23 سنة لكرة القدم. أما مع النوادي، فقد لعب مع النادي العربي.

## وصلات خارجية
- ياسر الرواشدة على موقع إي إس بي إن إف سي (الإنجليزية)
- ياسر الرواشدة على موقع قاعدة بيانات كرة القدم.إي يو (الإنجليزية)
- ياسر الرواشدة على موقع ناشيونال فوتبول تيمز (الإنجليزية)
- ياسر الرواشدة على موقع Soccerway.com (الإنجليزية)
- ياسر الرواشدة على موقع كووورة